# Port lotniczy Birmingham
Port lotniczy Birmingham (ang. Birmingham Airport, kod IATA: BHX, kod ICAO: EGBB) – międzynarodowe lotnisko położone 13 km od centrum Birminghamu w Anglii. W 2016 roku port obsłużył ponad 11 milionów pasażerów. Od marca 2016r linia Emirates obsługuje jeden z trzech lotów dziennie na trasie Dubaj – Birmingham Airbusem A380. Od końca października 2017 Airbusy A380 linii Emirates obsługują każdą rotację Dubaj – Birmingham – Dubaj. Od 2017 roku bazę na lotnisku posiada także linia Jet2.com. Według niektórych prognoz, w 2017 roku lotnisko przebije barierę 14 mln obsłużonych pasażerów.

## Kierunki lotów i linie lotnicze
| Linia lotnicza                | Kierunek |
| ----------------------------- | --- |
| Aer Lingus                    | 1. Belfast-City 2. Dublin |
| Air France                    | 1. Paryż-Charles de Gaulle |
| Air India                     | 1. Amritsar 2. Delhi |
| Aurigny Air Services          | 1. / Guernsey |
| Blue Islands                  | 1. / Jersey |
| Brussels Airlines             | 1. Bruksela (do 29 marca 2024) |
| Corendon Airlines             | Sezonowo: 1. Antalya 2. Dalaman |
| EasyJet                       | 1. Alicante (od 19 marca 2024) 2. Amsterdam 3. Antalya (od 18 marca 2024) 4. Barcelona (od 18 marca 2024) 5. Belfast-International 6. Berlin (od 1 kwietnia 2024) 7. Edynburg 8. Enfidha (od 21 marca 2024) 9. Fuerteventura (od 4 kwietnia 2024) 10. Genewa 11. Glasgow 12. / Jersey (od 2 kwietnia 2024) 13. Lizbona 14. Lyon 15. Malaga (od 21 marca 2024) 16. Mediolan-Malpensa 17. Paryż-Charles de Gaulle 18. Szarm el-Szejk (od 2 kwietnia 2024) 19. Teneryfa-Południe (od 19 marca 2024) Sezonowo: 1. Korfu (od 1 maja 2024) 2. Dalaman (od 4 kwietnia 2024) 3. Faro 4. Heraklion (od 3 kwietnia 2024) 5. Kos (od 3 maja 2024) 6. Larnaka (od 20 marca 2024) 7. Palma de Mallorca 8. Rodos (od 23 kwietnia 2024) 9. Salzburg |
| Emirates                      | 1. Dubaj |
| Eurowings                     | 1. Düsseldorf 2. Praga |
| Jet2.com                      | 1. Agadir (od 3 października 2024) 2. Alicante 3. Antalya 4. Barcelona 5. Budapeszt 6. Faro 7. Fuerteventura 8. Madera 9. Gran Canaria 10. Kraków 11. Lanzarote 12. Malaga 13. Marrakesz (od 4 października 2024) 14. Palma de Mallorca 15. Pafos 16. Praga 17. Rzym-Fiumicino 18. Teneryfa-Południe 19. Wenecja Sezonowo: 1. Almería 2. Ateny 3. Bergen (od 9 maja 2024) 4. Bodrum 5. Burgas 6. Katania 7. Chambéry 8. Chania 9. Kolonia/Bonn 10. Korfu 11. Dalaman 12. Dubrownik 13. Genewa 14. Girona 15. Grenoble 16. Heraklion 17. Ibiza 18. Innsbruck 19. Izmir 20. Kalamata 21. Kefalonia 22. Kos 23. Larnaka 24. Malta 25. Menorka 26. Mitylena (od 26 maja 2024) 27. Neapol 28. Nicea 29. Olbia 30. Piza 31. Porto (od 27 marca 2025) 32. Preweza 33. Pula (od 2 maja 2025) 34. Reus 35. Reykjavík-Keflavík 36. Rodos 37. Salzburg 38. Santorini 39. Skiathos 40. Split 41. Saloniki 42. Tivat (od 2 maja 2024) 43. Turyn 44. Werona 45. Wiedeń 46. Zakintos |
| KLM                           | 1. Amsterdam |
| Loganair                      | 1. Aberdeen 2. / Wyspa Man |
| Lufthansa                     | 1. Frankfurt 2. Monachium |
| Pegasus Airlines              | 1. Stambuł-Sabiha Gökçen |
| Qatar Airways                 | 1. Doha |
| Ryanair                       | 1. Agadir (od 1 kwietnia 2024) 2. Alicante 3. Barcelona 4. Paryż-Beauvais (od 31 marca 2024) 5. Mediolan-Bergamo 6. Berlin (od 2 kwietnia 2024) 7. Bordeaux 8. Bukareszt 9. Budapeszt 10. Bydgoszcz 11. Cork 12. Derry (od 3 kwietnia 2024) 13. Dublin 14. Faro 15. Fuerteventura 16. Girona 17. Gran Canaria 18. Knock 19. Kraków 20. Lanzarote 21. Lizbona 22. Madryt 23. Malaga 24. Malta 25. Marrakesz (od 31 marca 2024) 26. Murcja 27. Palma de Mallorca 28. Pafos (od 5 kwietnia 2024) 29. Piza 30. Porto 31. Poznań 32. Santander 33. Sewilla 34. Shannon 35. Sofia 36. Teneryfa-Południe 37. Tirana (od 31 marca 2024) 38. Walencja 39. Wenecja 40. Werona 41. Warszawa-Modlin Sezonowo: 1. Chania (od 6 maja 2024) 2. Korfu 3. Grenoble 4. Ibiza 5. Perpignan 6. Reus 7. Rodos 8. Sztokholm-Arlanda 9. Tuluza 10. Turyn 11. Zadar |
| Saudia                        | 1. Dżudda |
| Scandinavian Airlines System  | 1. Kopenhaga |
| Southwind Airlines            | Sezonowo: 1. Antalya (od 31 marca 2024) |
| SunExpress                    | 1. Antalya Sezonowo: 1. Dalaman 2. Izmir |
| Swiss International Air Lines | 1. Zurych |
| TUI Airways                   | 1. Agadir 2. Boa Vista 3. Cancún 4. Enfidha 5. Fuerteventura 6. Madera 7. Gran Canaria 8. Hurghada 9. Lanzarote 10. Malaga 11. Marrakesz 12. Montego Bay 13. Sal 14. Szarm el-Szejk 15. Teneryfa-Południe Sezonowo: 1. Alicante 2. Antalya 3. Barbados 4. Bodrum 5. Burgas 6. Chambéry 7. Chania 8. Korfu 9. Dalaman 10. Dubrownik 11. Faro 12. Girona 13. Heraklion 14. Ibiza 15. Innsbruck 16. Izmir 17. Kawala 18. Kefalonia 19. Kittilä 20. Kos 21. Kuusamo 22. Larnaka 23. La Romana (od 24 grudnia 2024) 24. Melbourne-Orlando 25. Menorka 26. Neapol 27. Palma de Mallorca 28. Pafos 29. Pula 30. Punta Cana 31. Reus 32. Rodos 33. Rovaniemi 34. Salzburg 35. Santorini 36. Skiathos 37. Sofia 38. Saloniki 39. Tuluza 40. Turyn 41. Werona 42. Zakintos Sezonowe czartery: 1. Singapur |
| Turkish Airlines              | 1. Stambuł |
| Vueling Airlines              | 1. Barcelona |
| Wizz Air                      | 1. Bukareszt 2. Budapeszt 3. Kluż-Napoka (do 27 marca 2024) 4. Krajowa 5. Kraków (do 29 marca 2024) 6. Warszawa-Okęcie (do 30 marca 2024) 7. Wrocław (do 30 marca 2024) |

### Cargo
| Linia lotnicza  | Kierunek               |
| --------------- | ---------------------- |
| Lufthansa Cargo | 1. Dublin 2. Frankfurt |